# 薬殺刑
薬殺刑（やくさつけい）は刑罰の一種で、囚人に致死量の薬物を注射・投与あるいは吸引することによって執行される死刑である。

## 由来
死刑制度が存置されている国においては、銃殺刑など様々な手段で刑の執行が行われている。そのうち薬殺刑は、比較的最近登場した死刑方法である。ただし毒を渡して囚人に服用させ死に至らしめる刑罰は古代から存在しており、著名な例としては、古代ギリシャの哲学者ソクラテスが、民衆裁判所による判決でドクニンジンの服毒による薬殺刑（賜死）に処された例がある。また旧朝鮮時代においては「賜薬」と呼ばれる薬殺による賜死があった。

## 現状

2021年のアメリカにおける薬殺刑導入州
薬殺刑のみ実施
薬殺刑を選択出来る州
過去に実施していたが廃止
過去に採用したが、一度も実施せず廃止
薬殺刑を採用したことがない州

現在、世界で最も薬殺刑が行われているのは、アメリカ合衆国の一部の州であるが、中華人民共和国（1997年以降一部実施）、グアテマラ（1998年）、タイ王国（2003年）でも行われている。
また中華民国（台湾）においては、臓器提供を希望する死刑囚は、全身麻酔を施した上で、脳組織を銃弾で破壊し、脳死状態に至らしめた上で、臓器を摘出されるが、これも広い意味で薬殺刑の範疇に入れられる場合もある。
19世紀末にも、アメリカ合衆国で薬殺刑が人道的であると主張する人物がいたほか、20世紀に入ってから薬殺刑の導入を最初に検討したのは、イギリスであった。1948年から1953年にかけて、絞首刑に代わる処刑方法として、イギリス王立委員会が検討したが、イギリスが死刑制度自体を廃止したため導入されなかった。
世界で最初に三剤注射方式による薬殺刑を導入したのは、アメリカ合衆国テキサス州で、1977年に法定刑になり1982年12月以降実際に薬殺刑が行われている。また薬殺刑を法定刑にしている州として、オクラホマ州、ノースカロライナ州などアメリカ合衆国の州において死刑制度が存続している州で採用されている。薬殺刑が唯一の法定刑とされる州と、選択することが出来る州とに分かれている。また、前述のように死刑制度が残されている国家においても、採用が進められている。

## 方法

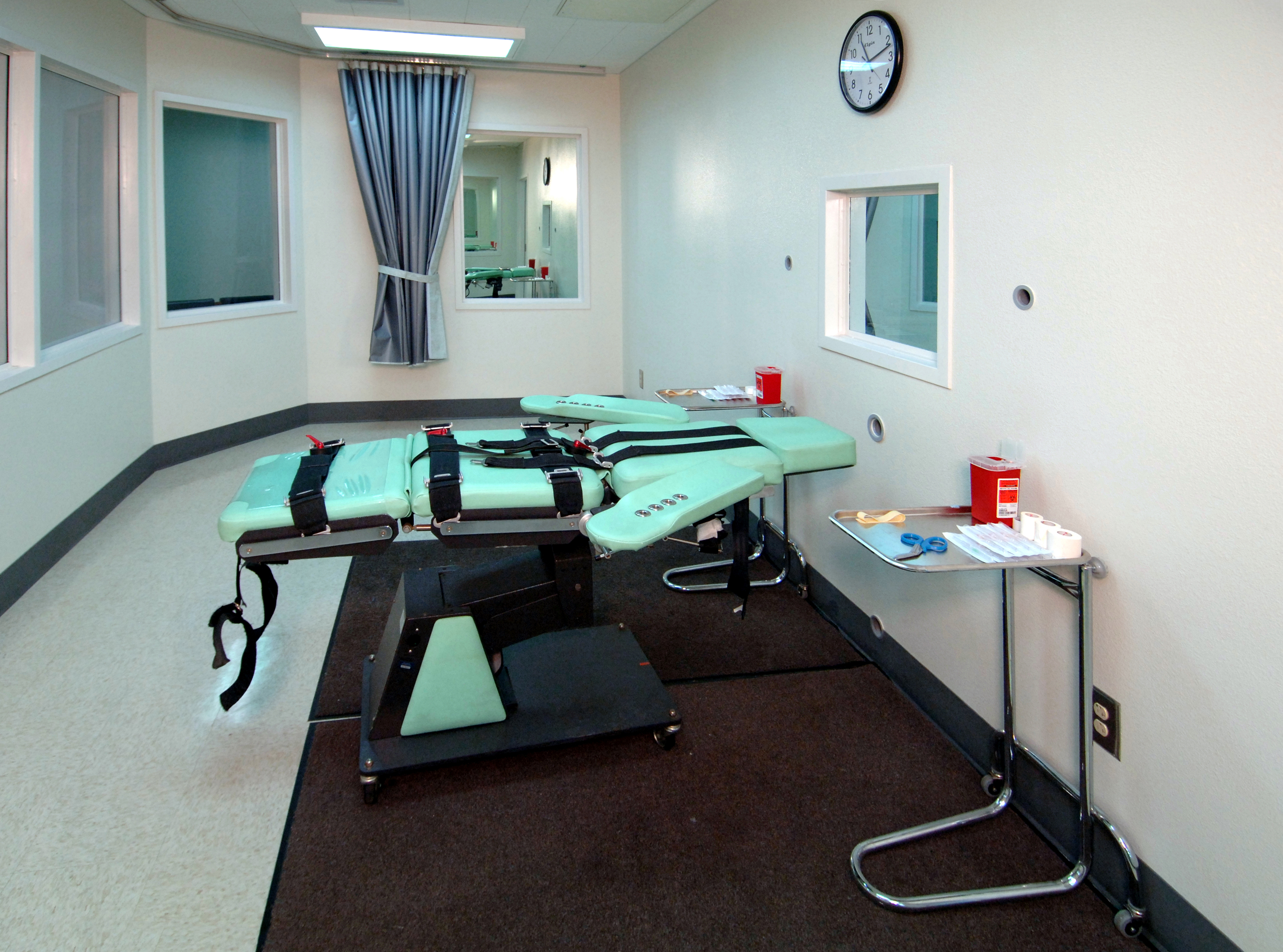
薬殺刑の執行台

薬殺刑に処せられる受刑者（死刑確定者）は、テーブルに固定されたあと2本の静脈カテーテルを挿入される。そのうち1本はバックアップ用であり、実際には1本で行われる。3種類の薬物を段階的に注射される。最初のチオペンタールナトリウム（バルビツール酸系全身麻酔剤）注入で意識を失い、次の臭化パンクロニウム（筋弛緩剤）注入で呼吸を止められ、最後の塩化カリウム溶液で心臓を止められて処刑される。
死に至るまでの過程は心電図でモニターされており、通常7分で処刑が完了するという。
これらの死刑執行を取り仕切るのは医師であり、大抵は医師同席で実施される。執行される場も手術室のような部屋で行われる。そのため一見すると綺麗であり安楽死であるともいえるため、尊厳なる死が迎えられるとして人権に配慮していると主張される反面、死刑制度を存続させるためにソフト化し、効率を高めるためだという批判もなされている。また実際の注入スイッチを押すのは従来どおり刑務所職員である。
確実かつ速やかに死を与えるかのような方法であるが、まれに失敗することもある。薬の効果が十分でなく、死ぬまでに時間がかかる例がある。アメリカで2006年12月13日に処刑に失敗して当時55歳の死刑囚が34分間にわたり苦しんだ事例では、内臓疾患のために薬物が効かなかったとされ、再度死ぬための薬物が注入された。2007年5月24日の死刑囚の場合、肥満体のため静脈を医師がなかなか見つけることが出来ず、完了まで2時間以上もかかったため論議を呼んだ。2014年4月29日、オクラホマ州で執行された死刑囚の場合は、新たな薬剤の組み合わせを用いられたが、薬が十分に効かず約40分後に心臓発作で死亡するまで苦しむこととなった。また、静脈に針を刺す作業に失敗した事例も報じられている。
また生命を助命する医師が死刑に参加することについて道徳面からの批判が強いほか、薬殺刑は残酷な刑罰と主張する者もおり裁判の争点ともなっている。死刑廃止派だけでなく、賛成派でも薬殺刑はやめて、銃殺刑を復活させようとの主張が出ている。薬品の製造元が死刑廃止国の薬品メーカーである場合もあり、製造元が納品を拒否するケースも増えている。
また、2010年以降、ジョージア州、ミズーリ州、およびテキサス州を含む14州（2019年7月時点）で前述の3種の薬物に代わり、麻酔薬のペントバルビタールが使用されている。この薬物は、2020年7月13日～2021年1月16日の間に連邦レベルで17年ぶりに死刑執行された13人の死刑囚にも使用された。

## 薬殺刑を停止した州
ノースカロライナ州では2007年以降薬殺刑が事実上停止された。これは2006年4月に内科医のロベルト・ビルブロなど5人の医師が、医師免許を管轄する権限を持つノース・カロライナ州メディカル・ボード（医療監察委員会）に投書し、「医師が死刑執行に関わるのは『命を救う』という本来の責務に悖る（もとる）。倫理の観点から医学界として立場を明確にしなければならない」と「死刑執行に関わる医師の役割」についてボードが立場を明確にすることを求めた。2007年1月、ボードは、既にアメリカ医師会が倫理規定で「医師は死刑執行に関わるべきでない」と決めたことを指摘して「反倫理行為は罰する」と立場を明確にし、全員一致で「医師が死刑執行に関わる行為は倫理の観点から許されない。今後、関わった医師は免許取消など処罰対象とする」と結論した。
この結果、州矯正局職員である医師も含め医師全員が立ち会いを拒否した（出典：医学書院『週刊医学界新聞第2736号（2007年6月18日）』）。なおノースカロライナ州の州法が「死刑執行に医師を立ち会わせなければならない」と規定していたため、州法の規定が改正されないかぎり薬殺刑の実施は事実上不可能である。

## 薬殺刑を受けた著名人
- ソクラテス